# Trstěnická stezka (poznávací stezka obcí Trstěnice)
Poznávací stezka obcí Trstěnice "Trstěnická stezka" se nachází v obci Trstěnice (dříve Střenice nebo Třenice) v okrese Svitavy v Pardubickém kraji. Stezka s 22 zastaveními je rozdělena do tří tras, prochází třemi částmi katastrálního území obce a její celková délka je 9,3 km.

## Historie
Poznávací stezka obcí Trstěnice byla vybudována v letech 2017 - 2018 Institutem lidového kulturního dědictví, z.s. se sídlem v Litomyšli ve spolupráci s obcí Trstěnice. (Institut lidového kulturního dědictví (ILKD), z. s. byl založen v roce 2015 s cílem realizace projektu, nazvaného "Záchrana a prezentace lidového kulturního dědictví Českomoravského pomezí". V rámci ILKD jsou sdruženi odborníci, působící v oblasti památkové péče, architektury, restaurování, archeologie a muzeí v přírodě).

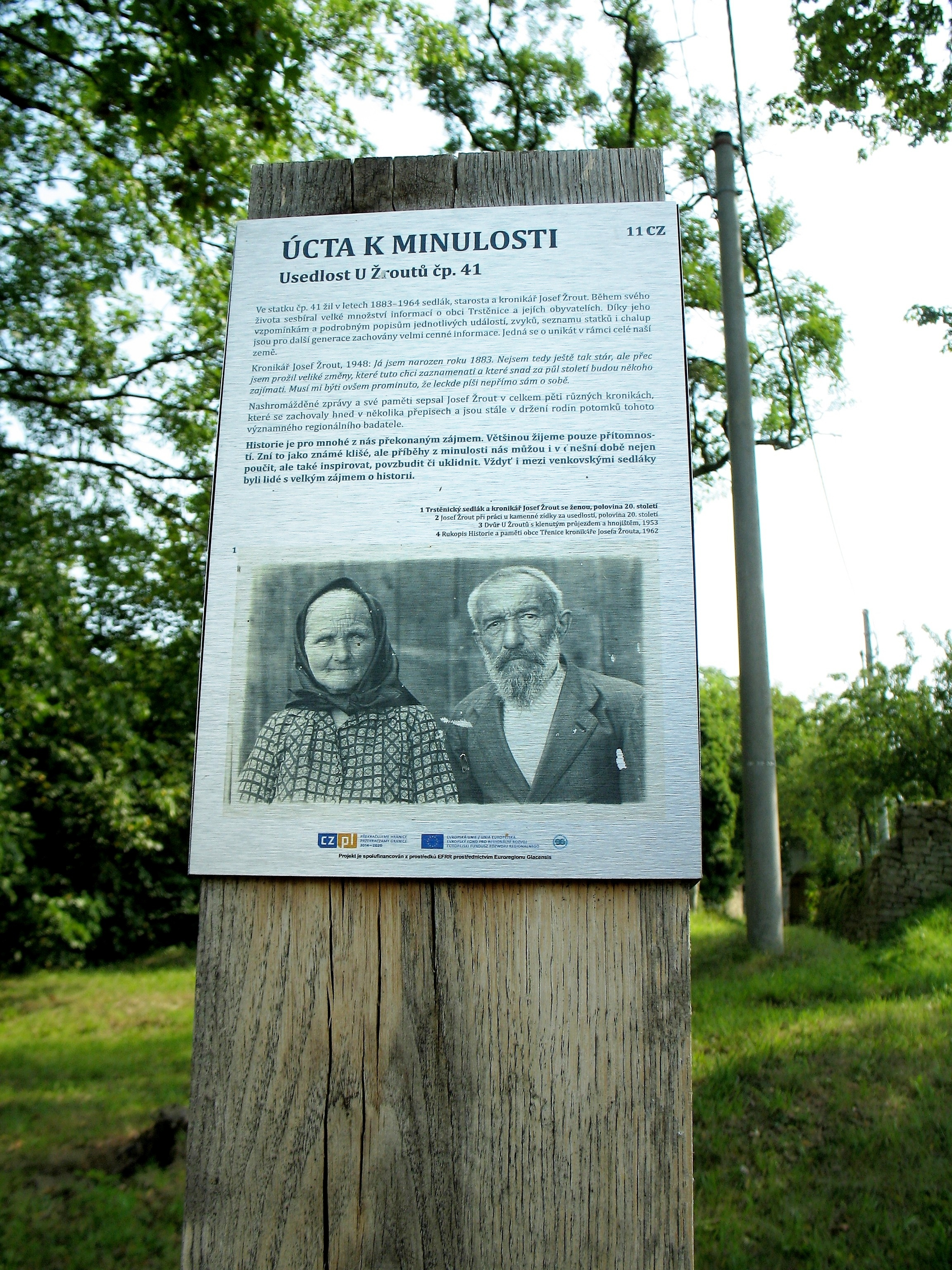
Informační deska před statkem U Žroutů (čp. 41)

Projekt byl spolufinancován z Evropského fondu regionálního rozvoje (EFRR) prostřednictvím fondu mikroprojektů Euroregionu Pomezí Čech, Moravy a Kladska - Euroregionu Glacensis v rámci programu Interreg V-A Česká republika – Polsko.
Stezka byla dokončena na přelomu července a srpna 2018 osazením dubových sloupků, které jsou ze čtyř stran pokryty deskami s historickými fotografiemi a s textem v českém, polském, anglickém a německém jazyce. V neděli 26. srpna 2018 v rámci 20. ročníku Trstěnických dožínek byla nová poznávací stezka slavnostně otevřena a zároveň se zde konal křest knihy Historie a paměti obce Třenice – Obraz Trstěnice v kronikách Josefa Žrouta.

## Poslání stezky
Trstěnická stezka je unikátní z hlediska množství témat, která jsou v jejím rámci prezentována. Cílem projektu je umožnit co nejširšímu okruhu návštěvníků i místním obyvatelům komplexní pohled na kulturní dědictví života na venkově v daném regionu. Projekt věnuje pozornost nejen lidovým stavbám a sakrálním památkám, ale i prvkům kulturní zemědělské krajiny, příběhům míst a jednotlivých selských rodů.
Při koncipování a realizaci stezky byly využity informace z kronik a dalších textů místního sedláka a kronikáře Josefa Žrouta (1883-1964), dále z kroniky Adolfa Hurycha a materiály z osobních archívů místních občanů. Další podklady a informace poskytl též Etnologický ústav AV ČR, Státní okresní archív Svitavy a Regionální muzeum v Litomyšli.

## Tři trasy
Poznávací stezka se skládá ze tří tras o celkové délce 9,3 km, podrobně mapujících historii a život lidí v obci.

### Trasa 1 - Kostelní strana
Nejméně fyzicky náročná část stezky, dlouhá 1,3 km (délka prohlídky cca 1 hodinu). Celkem šest zastavení:
1. ROK NA VSI – nová škola ("měšťanka") čp. 175
2. LIDSKÉ OSUDY – usedlost U Benešů čp. 103, tzv. "Vojnarka" (kulturní památka)
3. SÍLA TRADICE – usedlost U Urbanů čp. 98 (kulturní památka)
4. VZDĚLÁNÍ JAKO SAMOZŘEJMOST? - stará škola čp. 172
5. SVĚDEK STŘEDOVĚKU – kostel Nalezení sv. Kříže (kulturní památka)
6. NEŠŤASTNÉ ROZHODNUTÍ – rozcestí u hřbitova

### Trasa 2 - Horní konec
Středně náročný terén, 3,7 lm dlouhá trasa vede kolem starobylých usedlostí a rekonstruovaných polygonálních stodol. Délka prohlídky 2 - 3 hodiny, celkem osm zastavení:
7. CO SE DŘÍVE NOSILO – u Myslivcovy lípy
8. PROSTÉ BYDLENÍ – usedlost U Jarošů čp. 61
9. NOVÁ NADĚJE – usedlost U Mikšíků čp. 56
10. ZACHRÁNĚNÝ UNIKÁT – transfer polygonální stodoly z Čisté
11. ÚCTA K MINULOSTI – usedlost U Žroutů čp. 41
12. 350 LET STARÁ STODOLA – polygonální stodola při čp. 41 U Žroutů
13. SETKÁNÍ PO PRÁCI – prostřední hospoda U Šenkýřů čp. 29
14. PAMĚŤ KRAJINY – bývalé máchadlo (studánka Dupalka)

### Trasa 3 - Dolní konec
Nejdelší, 4,3 km dlouhá trasa vede náročnějším terénem po nezpevněných cestách kolem starých sadů, kamenných zídek a jednoho z nejstarších roubených domů v Česku. Délka prohlídky přibližně 3 hodiny, osm zastavení:
15. RODNÁ HROUDA – u pěti stromů
16. PRŮMYSL NA VESNICI? – zaniklá pazderna na sušení lnu
17. HRBOLATÝMI CESTAMI – lipka u Sobotových drah
18. BANÁN NEBO JABLKO? – ovocný sad při čp. 134 U Pinců
19. NĚMÍ SVĚDKOVÉ – Ruhlova kaplička při čp. 138 U Ruhlů
20. HRANICE UPROSTŘED REPUBLIKY? – Sajdlův mlýn čp. 1
21. NECHTĚNÉ DĚDICTVÍ – usedlost U Vavroušků čp. 2 (kulturní památka)
22. KAŽDODENNÍ DŘINA – usedlost U Sejkorů čp. 3

## Informace a přístup
Obcí neprochází žádná značená turistická cesta. Po silnici je Trstěnice vzdálená od Litomyšle zhruba 11 km, obcí projíždí denně několik autobusových spojů na lince Litomyšl - Svitavy. U příležitosti otevření poznávací Trstěnické stezky byl vydán průvodce s mapou. Tyto informační materiály jsou návštěvníkům k dispozici na obecním úřadě a v komunitním centru, spravovaném Římskokatolickou farností Trstěnice a obecním úřadem, které se nachází poblíž kostela Nalezení sv. Kříže a kde je také výchozí bod naučné stezky. Zájemci si mohou volně stáhnout mobilní aplikaci pro operační systém Android, která nabízí kromě interaktivní mapy, umožňující poznání kolem 200 místních lokalit, také tři geolokační hry.

## Galerie

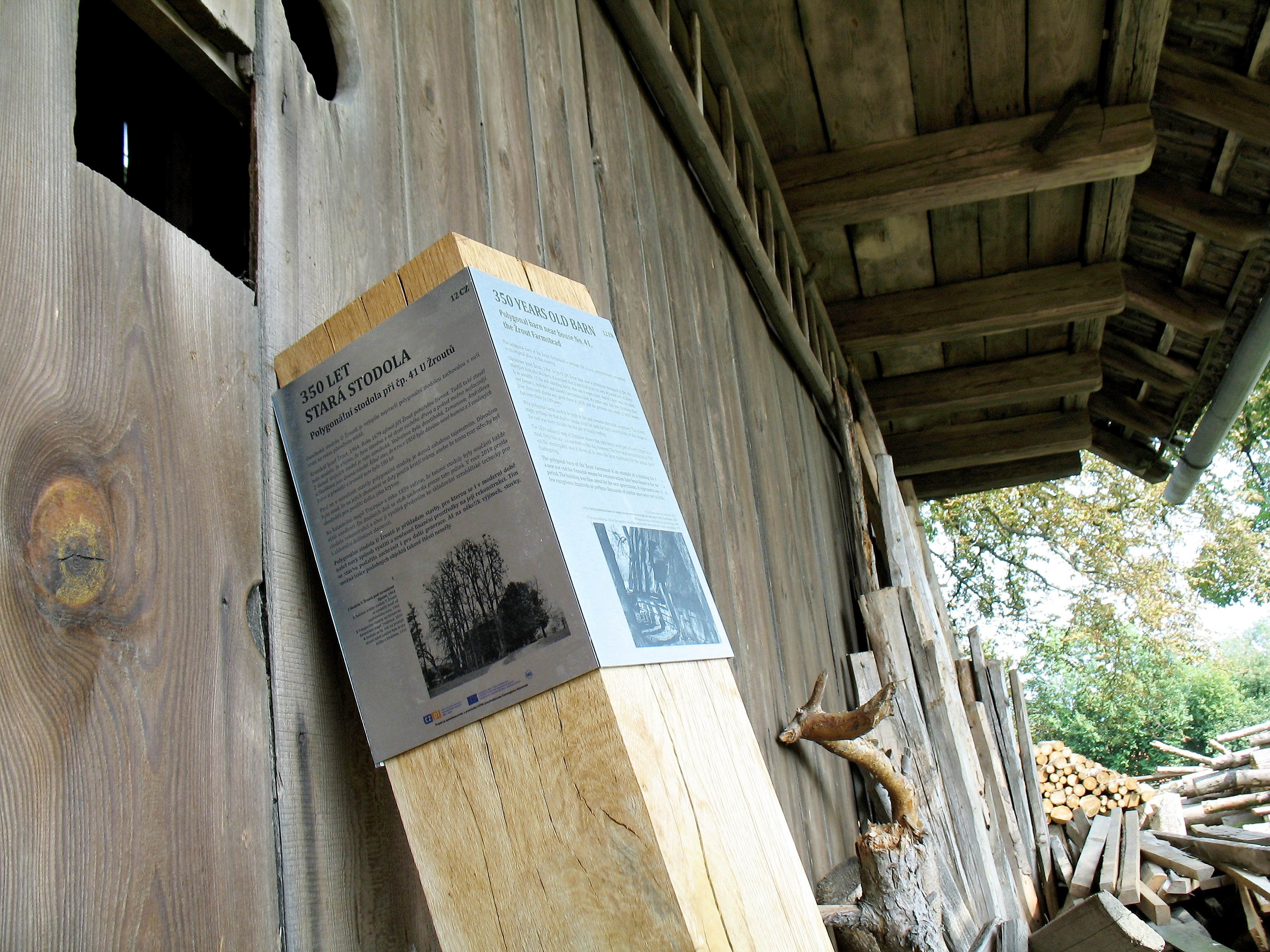
Sloupek připravený k instalaci u stodoly ze 17. století na Žroutově statku
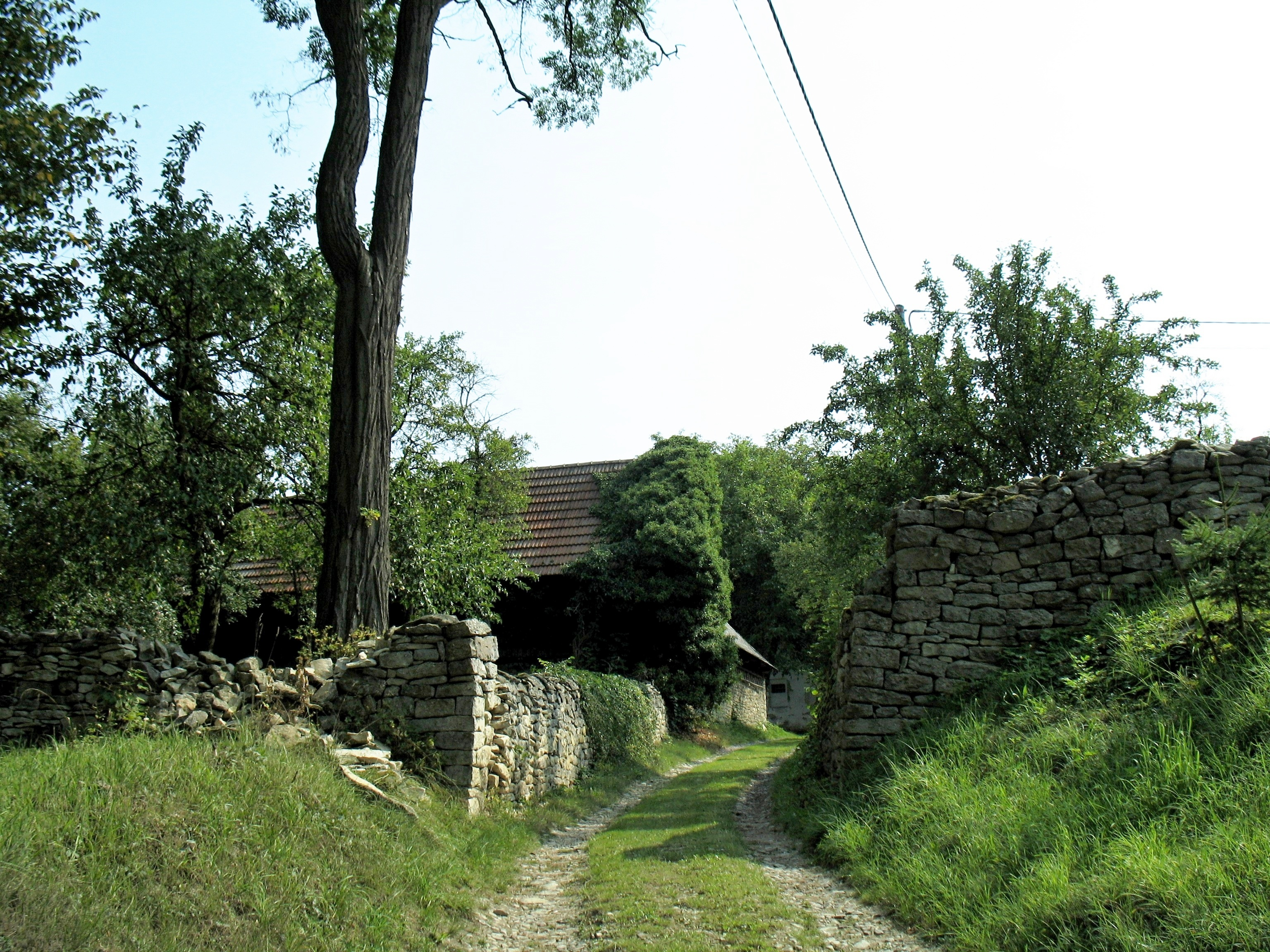
Staré kamenné zdi u vjezdu do statku U Žroutů (čp. 41)
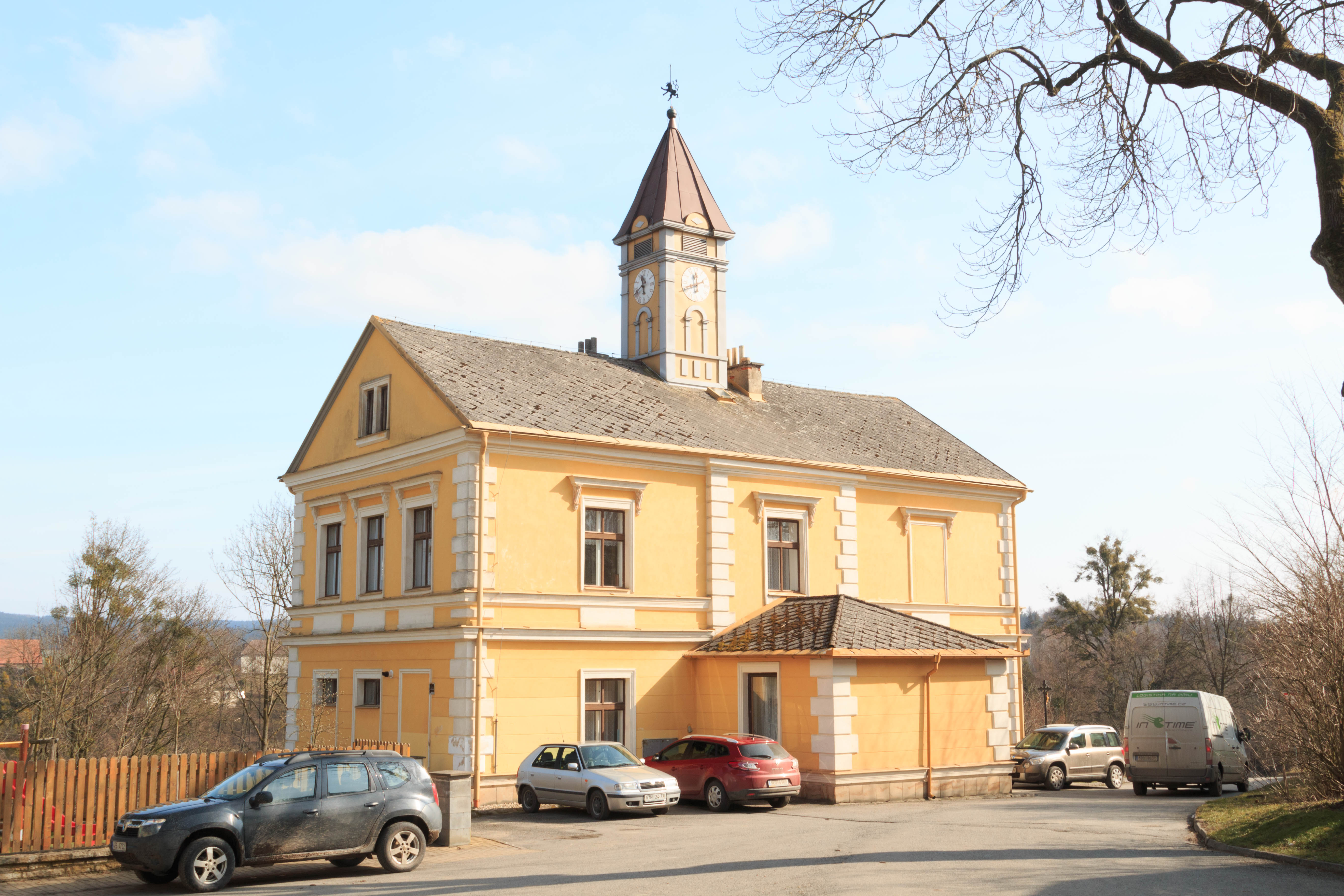
Dům čp. 175 - tzv. nová škola (bývalá "měšťanka")
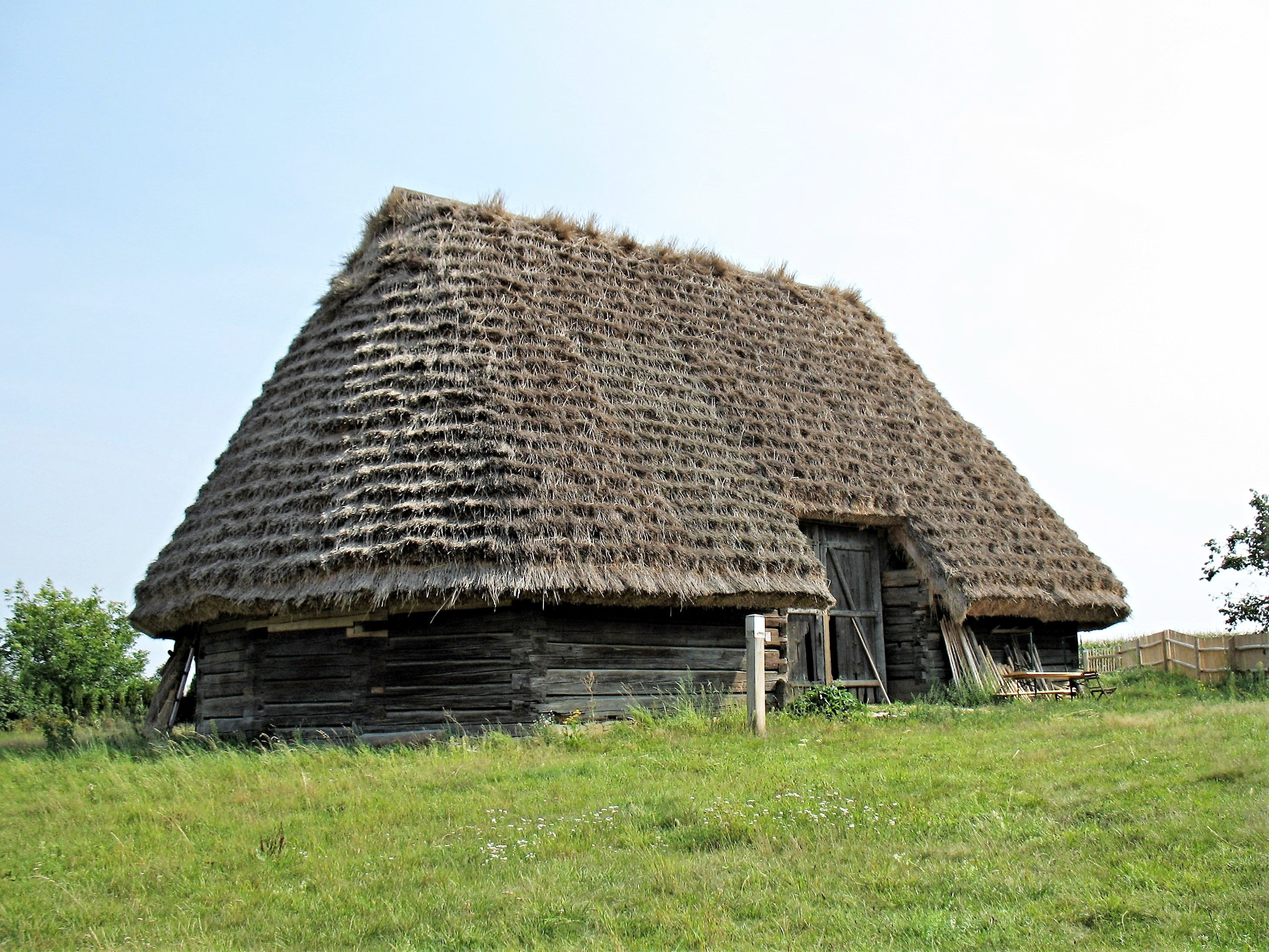
Polygonální stodola, přenesená do Trstěnice od čp. 97 v Čisté
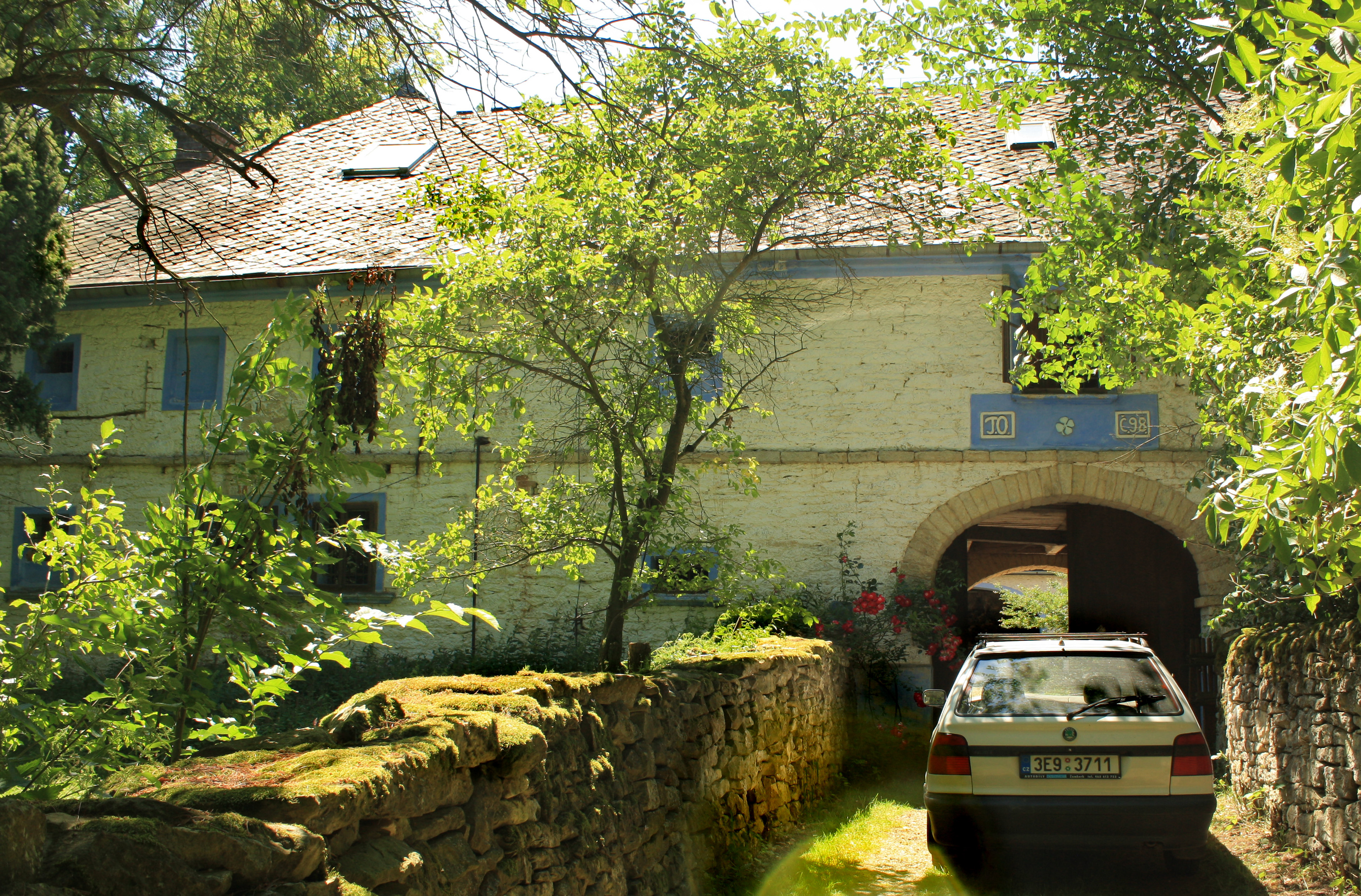
Památkově chráněná usedlost čp. 98 na Kostelní straně
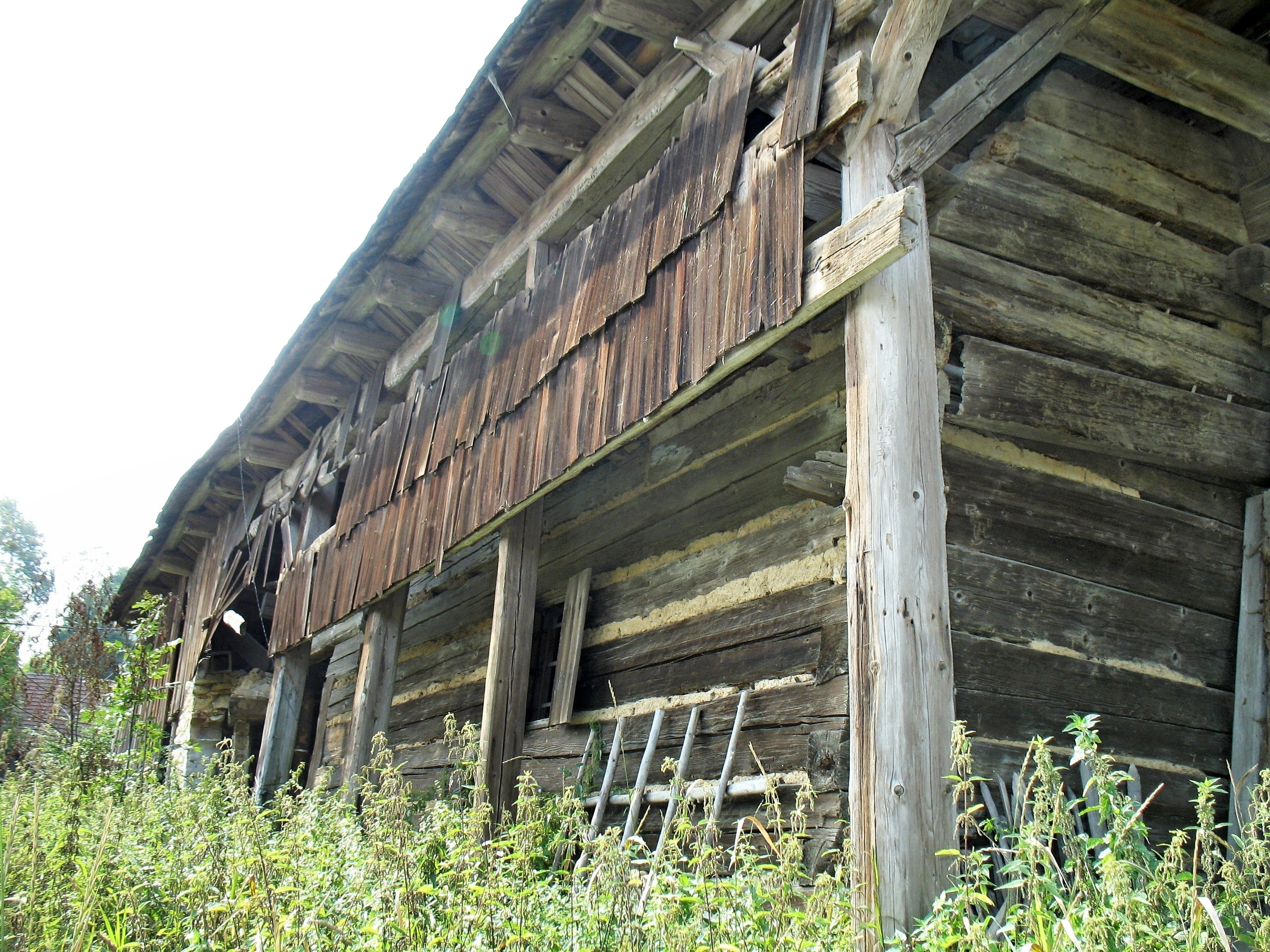
Chátrající usedlost U Vavrušků (čp. 2 na Dolním konci)